# Amsterdamse Vereniging voor de Effectenhandel
De Vereeniging voor den Effectenhandel ontstaat in 1876 uit een fusie van het Algemeen Beurscomité en de Effecten-Sociëteit. De Vereniging is ruim 120 jaar de drijvende kracht geweest achter de Amsterdamse Effectenbeurs. Zij gaf de opdracht tot de bouw van Beursplein 5 en gaf de aanstoot tot de oprichting van de Optiebeurs. Beide beurzen hebben vanaf 1997 hun krachten gebundeld in Amsterdam Exchanges, sinds 1789 de zevende beursorganisatie van Amsterdam.

## Beursorganisaties

### Voorlopers
De handel in effecten begon in Nederland omstreeks de oprichtingsdatum van de Vereenigde Oostindische Compagnie aan het begin van de 17e eeuw. Tot het einde van de 18e eeuw gaat de effectenhandel vrijwel geheel zonder sturing of regulering.
In 1789, er was sprake van politieke en economisch onrust, werd de eerste beursorganisatie geregeld. Het Collegie tot Nut des Obligatiehandels kreeg als belangrijkste taken het controleren van de noteringen en het verstrekken van betrouwbare koersgegevens. In 1796 verscheen de eerste Prijscourant, met koersinformatie voor een breed publiek. Het noteringssysteem werkte niet naar behoren en een groep splitste zich af in 1833 en richtte een eigen organisatie op, de Nieuwe Handel Sociëteit. Ruim twintig jaar later vonden beide organisaties elkaar weer en vanaf 1856 gingen de twee samen verder onder de naam Algemeen Beurscomité voor Publieke Fondsen. Dit comité zag als hoofdtaak de handel op de beurs te organiseren en te ondersteunen.
Hiernaast kwamen in 1857 nog twee relevante partijen tot elkaar. Het Collegie en de Nieuwe HandelSociëteit gingen samen onder de naam Effecten-Sociëteit. Deze laatste was in feite een soort van vakorganisatie van effectenhandelaren.

### De Vereniging
In 1876 komen de twee bestaande organisaties bij elkaar en besluiten gaan verder te gaan als Vereniging voor den Effectenhandel (VvdE). Deze bundeling was mede ingegeven door de wens voor een eigen beursgebouw, de huidige Amsterdamse effectenbeurs aan het Beursplein.  
De VvdE was opgericht ter verbetering van de organisatie van de Amsterdamse effectenhandel. Het deed de activiteiten vanuit het nieuwe gebouw, een eigen handelsplek, apart van de goederenbeurs. De effectenhandel maakte een belangrijke groei door, overheid en bedrijfsleven deden een beroep deden op de beurs om kapitaal aan te trekken. De overheid in de vorm van obligaties, zo ook het bedrijfsleven maar aangevuld met aandelen. De belangrijkste taken van de VvdE waren (1) het vaststellen van regels voor de handel en de handelaren, (2) vaststellen van regels voor het toelaten van fondsen en (3) het uitgeven van een prijscourant.
De VvdE had een grote mate van vrijheid met minimale overheidsbemoeienis. In 1914 kwam de Beurswet van kracht mede ingevoerd vanwege de oorlogsdreiging. De regering kon besluiten nemen over de sluiting en opening van de beurs, over fondsen die verhandeld mochten worden en de vaststelling van handelsregels. Omdat de regering weinig kennis van zaken had, speelde de de VvdE in de praktijk een belangrijke rol binnen de kaders van deze wet.
De VvdE stelde regels op. De regels werden vastgelegd in twee belangrijke reglementen, het Reglement voor de Effectenhandel en het Fondsenreglement. In het Regelement voor de Effectenhandel wordt de handelswijze beschreven en de rechten en plichten van de partijen die actief zijn op de beurs, waaronder de beurstijden, de toegestane orders, prijsvorming en afwikkeling. De Commissaris voor de Notering hield toezicht dat de regels werden nageleefd. Tot 1980 werd deze functie gedaan  door een lid van de Vereniging, maar na 1980 kwam hiervoor een bezoldigde functionaris. In het Fondsenreglement staan de regels waaraan bedrijven moeten voldoen om een notering aan de effectenbeurs te verkrijgen en te behouden.
Bij het uitbreken van de Tweede Wereldoorlog  werd de beurs gesloten op 10 mei 1940 op basis van de Beurswet 1914. De aanloop van de oorlog was langdurig en kwam daarmee niet onverwacht waardoor op 15 juni 1940 de beurshandel kon herstarten. In maart 1941 kwam de Duitse bezetter met het bevel de Joodse leden en beursbedienden de toegang tot de beurs te ontzeggen. De maatregel werd op 1 mei geeffectueerd waardoor 138 mensen de toegang tot de beurs werd ontzegd. Ze konden nog wel lid blijven van de VvdE, dit was tijdelijk en op 1 november moesten de Joodse leden hun lidmaatschap opzeggen.
In de jaren zeventig kampten effectenbeurzen wereldwijd met een teruglopende handel in aandelen en obligaties. Chicago had in 1973 de primeur van de eerste optiebeurs ter wereld en een optiebeurs zou wellicht de handel in effecten kunnen stimuleren. De VvdE stond dan ook aan het begin van de Vereniging European Option Exchange, of kortweg de Optiebeurs. Er werd een stichting voorbereiding EOE opgericht, een dochterinstelling van de VvdE, die de beurs vorm gaf en ondersteunde met geld en kennis. De Amsterdamse Effectenbeurs en Optiebeurs waren als organisaties onafhankelijk van elkaar, maar hadden wel vergelijkbare belangen en werkten nauw samen. De Optiebeurs ging in april 1978 van start.
Op 1 oktober 1981 werd Boudewijn baron van Ittersum voorzitter van de VvdE, hij volgde J. Ph. Korthals Altes op. Kort na zijn aanstelling werd de Parallelmarkt opgericht als alternatief voor de incourante markt. Van Ittersum is diverse malen herbenoemd, de normale zittingsperiode was vijf jaar, en hij was de laatste voorzitter van de VvdE.
In de jaren tachtig nam de buitenlandse concurrentie toe, de handel in Nederlandse aandelen verschoof naar het buitenland. Op 6 mei 1986 ging het Amsterdams Interprofessioneel Marktsysteem (AIM) van start, de rol van de hoekman werd overgeslagen en grote beleggers konden direct met elkaar zaken doen. Zij informeerden alleen de hoekman van de transacties en omdat de transactie zonder provisie plaatsvonden waren de kosten lager waarmee Amsterdam beter kon concurreren met buitenlandse beurzen. Tussen 5 mei en 31 december werd voor 14,5 miljard gulden aan effecten verhandeld via het AIM, in vergelijking tot 258 miljard gulden voor alle effectentransacties in het hele kalenderjaar 1986.
In 1988 werd het Handel Ondersteunend Systeem (HOS) geïntroduceerd om de snelheid en efficiency te verbeteren. HOS is een geautomatiseerd informatiesysteem, waarmee handelaren orders kunnen melden. De orders werden automatisch in de koerstabellen verwerkt en gemeld aan de clearing. Orders konden via computers worden opgegeven zowel vanaf een locatie buiten het beursgebouw als vanaf de beursvloer. Deze schermenhandel maakte na verloop van tijd de beursvloer overbodig.
Vanaf de jaren tachtig ging de overheid zich intensiever bezighouden met de beurshandel, mede onder invloed van Europese richtlijnen. De rol en taken van de VvdE werden hierdoor beperkt. In 1985 werd de Wet op de effectenhandel van kracht, die zich richtte op de regulering van de handel buiten de beurs om. Het doel van de wet was aan malafide beleggingsaanbiedingen tegen te gaan. De overheid kreeg hierbij een prominente rol en de VvdE was een belangrijke adviseur. Er werd een afzonderlijke toezichthouder, de Stichting Toezicht Effectenverkeer (STE), opgericht. In 1992 werd de Wet toezicht effectenverkeer ingevoerd, deze verving de eerder genoemde Beurswet van 1914. Uitgangspunt van de STE was dat de zelfregulering door de VvdE, geleidelijk zou worden afgebouwd en het toezicht naar de STE verschuift. In 2002 werd de STE opgevolgd door de Autoriteit Financiële Markten (AFM).
In 1997 kwamen de effecten- en optiebeurs bij elkaar, hiervoor was het wel noodzakelijk dat de verenigingen werden omgezet in naamloze vennootschappen. De leden van beide beurzen stortten gezamenlijk 25 miljoen gulden in de nieuwe beursholding Amsterdam Exchanges NV, die op 1 januari 1997 van start ging.

### Nasleep
De intensievere economische en financiële samenwerking binnen Europa, inclusief de introductie van de euro, en de digitalisering en globalisering van de effectenhandel leidde tot een krachtenbundeling. In september 2000 gingen Amsterdam Exchanges, Brussels Exchanges en Paris Bourse op in het Europese beursconcern Euronext. In 2002 traden ook de beurs in Portugal en de Londense derivatenbeurs LIFFE toe.

## Voorzitters
- A.L. Wurfbain, 1876-1890
- P.A.L. van Ogtrop, 1890-1903
- H.C. Veltman jr., 1903-1912
- W.G. Wendelaar, 1912-1923
- J. Stroeve J. Ezn., 1923-1927
- F.J.M. van Ogtrop, 1937-1940
- A.F. van Hall, 1940-1941
- C.F. Overhoff, 1941-1948
- L. Proos Hoogendijk, 1948-1949
- W. Schrikker, 1949-1957
- P.F.J. de Kok, 1957-1961
- J.C. van Marken, 1961-1973
- J.Ph. Korthals Altes, 1973-1981
- B.F. baron van Ittersum, 1981-1996

## Naslagwerk
- Joh. de Vries Een eeuw vol effecten. Historische schets van de Vereniging voor de effectenhandel en de Amsterdamse effectenbeurs, 1876-1976, uitgegeven door de Vereniging voor de Effectenhandel, Amsterdam (1976)